# وید لینوکس
وُید لینوکس(به انگلیسی Void Linux) یک توزیع مستقل لینوکسی بر پایهٔ XBPS یا X Binary Package System است، که از پایه طراحی و پیاده‌سازی شده‌ است. با جدا کردن حباب‌های دودویی هسته، یک نصب پایه آن کاملاٌ از نرم‌افزارهای آزاد تشکیل شده‌است. البته کاربران می‌توانند به یک مخزن غیر آزاد (non-free) رسمی برای نصب نرم‌افزارهای انحصاری دسترسی داشته باشند.
وُید یک استثناء قابل توجه بین اکثر توزیع‌های لینوکس است زیرا از runit به عنوان شیوهٔ init استفاده می‌کند، و نه از systemd متداول‌تر که بقیهٔ توزیع‌ها از جمله اوبونتو، فدورا و آرچ لینوکس استفاده می‌کنند. وید اولین توزیعی است که LibreSSL را به عنوان کتابخانهٔ رمزنگاری سیستم به‌طور پیش فرض استفاده می‌کند.
بسیاری از بسته‌ها، علاوه بر glibc، برای musl نیز کامپایل شده‌اند، که یک گزینهٔ ثانویه از پیاده‌سازی libc است.
جسی اسمیت از DistroWatch به مدت زمان‌های سریع بالا آمدن سیستم اشاره می‌کند که او این را پای runit می‌گذارد، اما همچنین اشاره می‌کند که از نظر مستندات و تست باگ کمبود دارد. ویکی رسمی بایگانی‌شده  در ۱۸ آوریل ۲۰۲۱ توسط Wayback Machine منبع اصلی مستندات کاربر است.